# Push-Over
Push-Over (ook wel Pushover) is een computerspel dat werd ontwikkeld door Red Rat Software en uitgegeven door Ocean Software. Het spel kwam in 1992 uit voor verschillende platforms. De speler speelt in dit spel een mier en moet allerlei dominostenen laten vallen.

## Spelbesturing
Het spel bestaat uit 100 levels in een stijgende moeilijkheidsgraad. Deze spelen zich af in negen verschillende thema's. Elk level bestaat uit platforms die onderling verbonden zijn. Elk platform bevat een of meerdere dominostenen. Er zijn 11 verschillende types van stenen die elk een bepaalde eigenschap hebben. De speler bestuurt de mier G.I. Ant. Bepaalde stenen kan hij dragen op zijn rug om elders te plaatsen, doch hij kan er slechts 1 gelijktijdig dragen.
Een eerste doel is om alle domino's in het level in één kettingreactie te laten omvallen waarbij geen enkele steen breekt. Dit laatste komt onder andere voor wanneer de steen uit het speelveld, een te hoge grote, of op een andere steen valt. 
Een tweede doel is om de uitgang te bereiken nadat alle stenen, zonder te breken, zijn omgevallen. Dat is soms niet meer mogelijk wanneer de weg naar de uitgang is vernietigd of de doorgang versperd is door dominostenen. Ook zal de mier een hoge val niet overleven en kan hij door vallende stenen worden verpletterd.
Daarnaast is er in elk level een tijdslimiet waarin het volledige doel bereikt moet worden. Echter, indien de tijdslimiet is bereikt, kan men optioneel verder spelen. Het is dan wel niet mogelijk om naar het volgende level te gaan.
De thema's in het spel zijn: industriegebouw, Azteken-stad, ruimtestation, elektronische wereld, Griekse tempel, middeleeuws kasteel, Meccano-wereld, kerker en Japanse tempel. Elke wereld bestaat uit 11 levels zodat er 99 reguliere levels zijn. Het 100ste level speelt zich af in een "lege wereld" waarin de stenen evenmin gemarkeerd zijn.
Naast een wachtwoordsysteem per level zijn er ook verborgen tussentijdse wachtwoorden. Als men deze laatste achterhaalt, herstart het level aan het punt waar de speler commando gaf om de domino's om te gooien.

## Releases
- Amiga (1992)
- Atari ST (1992)
- DOS (1992)
- SNES (1992)